# De Boomhut
De Boomhut was een educatief kinderprogramma dat van 1994 tot 2006 op Ketnet (vroeger TV2) liep.

## Concept
Het programma draait om een boomhut waarin Alida Neslo woont. Ze krijgt vaak bezoek van de postbode Peter, ook wel gekend als Peter Paulus Post. Tussen het programma door werden filmpjes uitgezonden over een bepaald onderwerp.

## Geschiedenis
In 1994 startte het programma met 13 afleveringen gepresenteerd door Alida alleen. Ze moest gewoon de filmpjes aan elkaar praten, maar dat concept werkte niet zo goed. Alida Neslo schakelde hierop Karel Vereertbrugghen in die elke aflevering langskwam als postbode Peter Paulus Post.
In 1996 werd het programma opgefrist. Het beeldformaat veranderde naar 16:9, was er een nieuwe intro en waren er enkele nieuwe filmpjes.
In 1997 won De Boomhut de prijs van de Vlaamse Gemeenschap voor "Beste Jeugdprogramma".
Op 6 januari 2000 werd de 500ste aflevering van het programma op Ketnet uitgezonden. Deze gebeurtenis werd op 18 oktober 1999 reeds gevierd in het Speelgoedmuseum Mechelen samen met alle kinderen die in die aflevering aan bod kwamen.
In 2006 werden de laatste opnamen gedraaid en in 2007 verdween het programma definitief van het scherm.

## Rolverdeling
- Alida Neslo
- Karel Vereertbrugghen als Peter Paulus Post

## Filmpjes tussendoor
Hieronder staan de filmpjes die tussen de scène's met Alida en Peter op het scherm kwamen in het programma.
- Lars de kleine ijsbeer (1994)
- Ric de Raaf (1994-1996)
- Tovenaar Likmevestje (1994-1998)
- Eddy & Freddy (1994-2002)
- Kinderverhalen, verteld door Alida (1994-2001/'02)
- Dierenreportages (1994-2002)
- Bedrijfsreportages waarin allerlei (dagelijkse) dingen worden gemaakt of gedaan zoals bv. productie van pleisters, een fietsketting of het volledige recyclageproces van flessen (1994-2002)
- Plonsters (1996-1998)
- Slimme Sara (1996-1999)
- Het Boomhut-circus (1997-1998)
- Open de deur (1998-2000)
- Aha (1998-2000) over uitvinders van hedendaagse voorwerpen (met o.a. Christophe Stienlet, Govert Deploige en Britt Van der Borght).
- Danny (Govert Deploige) (1999-2000) moet elke keer een nieuwe opdracht aangaan.
- Tim Treuzel (Tim Van Hoecke) of Kim Kriebel (Britt Van der Borght) heeft een voorwerp nodig. Onder begeleiding van voice-over Alida, zoeken ze het voorwerp (bv. een schaar om haren te knippen, tang voor loodgieterswerk,...) (2002)

## Decor
In de eerste seizoenen werden de afleveringen volledig ingeblikt met maar één decor: binnenin de boomhut. Later speelden de afleveringen zich soms ook af beneden aan de grond onder de boomhut.
In 2002 werd het decor in de boomhut een beetje aangepast. Er was sindsdien een nieuwe vloer en had Alida een extra kurkentafeltje.

## Einde
Alida zong op het einde van het programma altijd een lied of droeg een gedicht voor in een vreemde taal. Enkel in het laatste seizoen zong ze een Nederlandstalig lied met altijd hetzelfde refrein, maar een strofe aangepast aan de aflevering.
Ook heeft De Boomhut verschillende eindfilmpjes gekend. Hier volgen er enkele:
1. Het eindmuziekje is een langere versie van het intromuziekje met de aftiteling onder het beeld door de laatste scène heen.
2. Alida sloot af met een lied of gedicht (aftiteling onderaan beeld zoals eerst).
3. Alida en Peter zingen een lied en bij het verschijnen van een geanimeerde filmpje zijn ze op de achtergrond te horen.

## Trivia
- De woorden waarmee Alida elke aflevering de kijkers begroette, Hey fa!, is Surinaams voor "Hallo allemaal", zo vertelde Alida in een aflevering.
- De rubriek van "Danny" (gespeeld door Govert Deploige) was eerder in 1996 éénmalig te zien, met als personage "Tristan" (gespeeld door Danny Timmermans).